# Allejo
Allejo é um jogador fictício dos jogos eletrônicos de futebol. Criado pela produtora Konami na década de 1990 para o International Superstar Soccer, seu nome é cultuado até hoje pelos aficionados. Era considerado "o maior jogador que nunca existiu", até que em 2019 a Konami revelou que ele foi inspirado no brasileiro Bebeto.

## Histórico
Tudo começou em 1994, quando a produtora Konami lançou a série International Superstar Soccer. Não licenciado pela Fifa, o jogo dava nomes fictícios aos jogadores. Allejo jogava pela Seleção Brasileira, vestindo a camisa 7, o que sugeria que ele foi inspirado no jogador Bebeto — uma vez que sua dupla de ataque titular, Gomez, usava a camisa 11, assim como o parceiro de ataque de Bebeto na Seleção Brasileira de 1994, Romário. Ele tinha habilidades que nenhum outro personagem do jogo possuía. Isto tornava a escolha do Brasil óbvia na época.
Allejo esteve presente também na versão seguinte, o International Superstar Soccer Deluxe, de 1995. Em 1997, no International Superstar Soccer 64, Allejo aparece com a camisa 9, e careca, dando a entender que ele foi inspirado em Ronaldo Fenômeno.
Com a evolução dos games e o início da era dos licenciamentos, Allejo se "aposentou". No lugar dele, entraram os jogadores reais, como Zidane, Figo e Ronaldinho. No entanto, a memória do maior craque virtual se manteve viva através de páginas e comunidades no Orkut e Facebook. Durante partidas da Seleção Brasileira, é comum o nome de Allejo figurar entre os trending topics no Twitter. Em 2010, por exemplo, quando Dunga fez a convocação da Seleção Brasileira para a Copa do Mundo, o Twitter lotou com comentários sobre Neymar, Ronaldinho Gaúcho, Paulo Henrique Ganso e Allejo.
Em 2012, ele ganhou um mocumentário - documentário fake - na internet, intitulado Allejo Eterno. No bem-humorado vídeo, aparecem takes com personagens reais como, como Romário, Pelé e o comentarista Neto fazendo comentários sobre ele. Também falam sobre Allejo os supostos olheiro do atacante e até o narrador dos games da franquia International Superstar Soccer. No mocumentário, ironicamente, todos os personagens aparecem tão pixelizados como o próprio jogador nas suas primeiras encarnações no ecrã. 
A mitologia criada em torno dele foi tão grande que em 2013 a Konami resolveu trazê-lo de volta aos gramados no PES 2014. 
Ele vem com o forte nível 88, tendo como principais características a velocidade (89), controle de bola (87) e a boa finalização (87). Possui 34 anos de idade.
Segundo a assessoria de imprensa da Konami, a inclusão de Allejo nada mais é que uma homenagem que a empresa resolveu prestar para o International Superstar Soccer, que foi precursor do Pro Evolution Soccer.
Na edição posterior do jogo, o PES 2015, ele permaneceu na franquia. Desta vez, aparece com 35 anos.
Em 2019, 25 anos depois do lançamento de International Superstar Soccer, a Konami finalmente confirmou por meio de um post, que Allejo foi inspirado em Bebeto, assim resolvendo um mistério que durou anos.

### Aparições
| Ano  | Franquia                       | Game                                  | Console          | N. Camisa |
| ---- | ------------------------------ | ------------------------------------- | ---------------- | --------- |
| 1994 | International Superstar Soccer | International Superstar Soccer        | SNES             | Camisa 7  |
| 1995 | International Superstar Soccer | International Superstar Soccer Deluxe | SNES             | Camisa 7  |
| 1997 | International Superstar Soccer | International Superstar Soccer 64     | Nintendo 64      | Camisa 9  |
| 2012 | Pro Evolution Soccer           | Pro Evolution Soccer 2013             | PS2/PS3/Xbox 360 | Camisa 7  |
| 2013 | Pro Evolution Soccer           | Pro Evolution Soccer 2014             | PS3/Xbox 360     | Camisa 88 |
| 2014 | Pro Evolution Soccer           | Pro Evolution Soccer 2015             | PS3/PS4/Xbox 360 | Camisa 88 |

## Prêmios e Honrarias
- 2012 - Os 10 personagens brasileiros mais famosos do mundo dos games[1]